# 上胚軸
植物生理学における上胚軸（じょうはいじく、英: epicotyl）は、子葉の上部に位置する胚軸である。ほとんどの植物において、上胚軸は実質的に植物の葉に発達する。双子葉植物では、胚軸はしぼんだ子葉の下の茎基部であり、子葉のすぐ上の茎が上胚軸である。単子葉植物では、地面あるいは種子から外に出た最初の茎が上胚軸であり、上胚軸から最初の茎および葉が発達する。
ヒマワリの苗木では、上胚軸と胚軸（下胚軸）は子葉で分割され、違いが見られる。子葉の上部の茎（上胚軸）は非常に小さな毛で覆われているが、下部（胚軸）の表面は滑らかである。
上胚軸の伸長は、フィトクロム光受容体によって制御されていると考えられている。